# Helvella cupuliformis

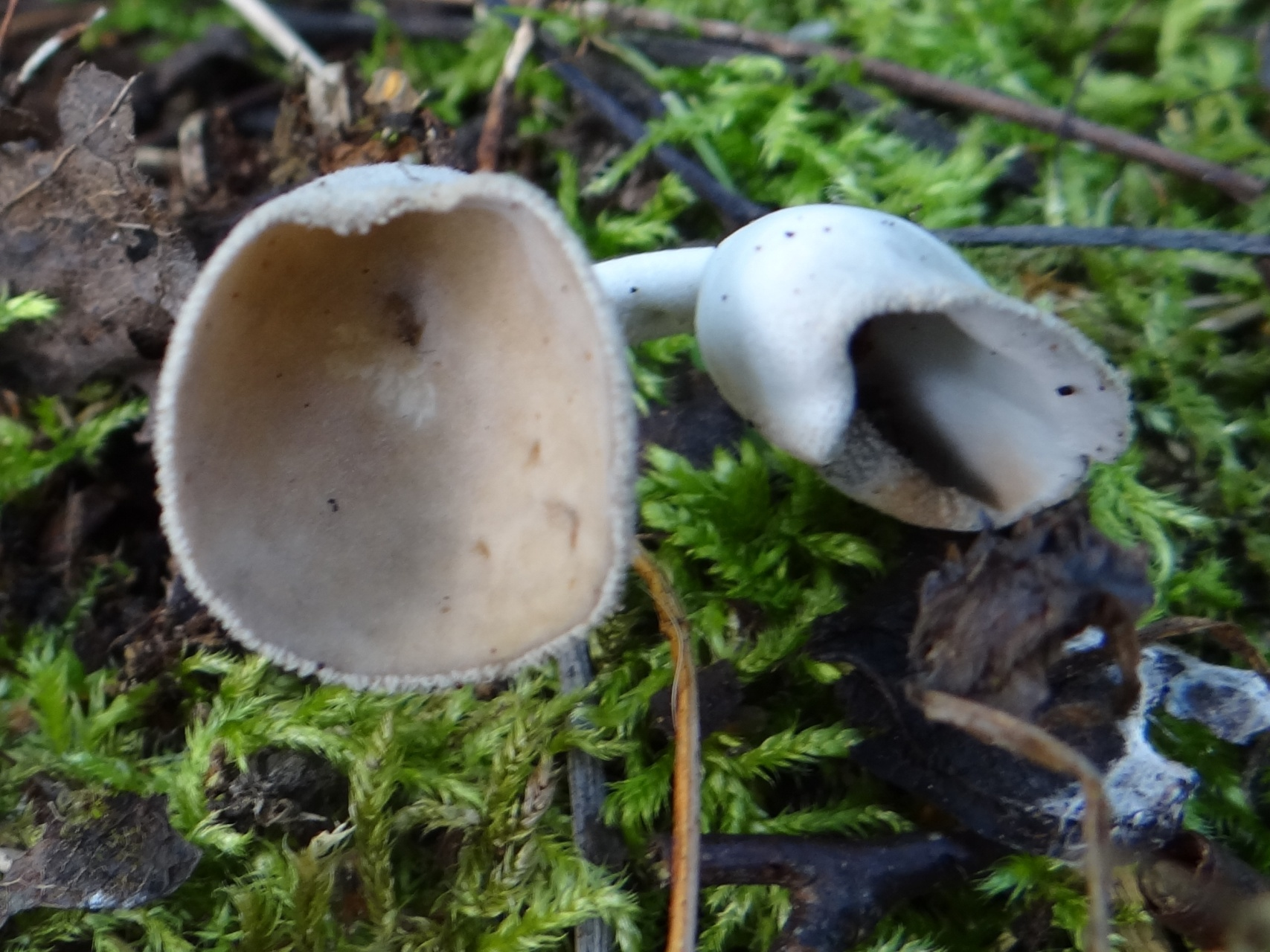

Helvella cupuliformis Dissing & Nannf. – gatunek grzybów z rodziny piestrzycowatych (Helvellaceae).

## Systematyka i nazewnictwo
Pozycja w klasyfikacji: Helvella, Helvellaceae, Pezizales, Pezizomycetidae, Pezizomycetes, Pezizomycotina, Ascomycota, Fungi (według Index Fungorum).
Synonimy:
- Cyathipodia cupuliformis (Dissing & Nannf.) J. Breitenb. & F. Kränzl. 1981
- Helvella cupuliformis var. badia Häffner 1987
- Helvella cupuliformis var. crassa W.Y. Zhuang 2004
- Helvella cupuliformis Dissing & Nannf. 1966 var. cupuliformis[2].

Holotyp: UPS, Fungi Exs. Suec. 3264.
Po raz pierwszy gatunek ten wyodrębniono w 1966 r. w Szwecji.

## Morfologia
Kapelusz
O średnicy 0,5–3,5 cm, kształtem przypominający filiżankę lub dysk, czasami starsze okazy są całkiem płaskie. Powierzchnia górna gładka, o barwie słabo lub silnie szarobrązowej. Powierzchnia dolna zazwyczaj biaława, czasami blado szarobrązowa i gęsto pokryta drobnymi wyrostkami.
Trzon
Wysokość 2–30 mm długości (w stanie dojrzałym zazwyczaj jest krótszy), średnica 2–8 mm, kształt mniej więcej walcowaty, czasami ze szczelinami przy podstawie. Jest podobnie jak dolna strona kapelusza gęsto i drobno pokryty wyrostkami, ale starsze okazy bywają łyse
Cechy mikroskopowe
Zarodniki o rozmiarach 16–21 × 11–13 μm, elipsoidalne, gładkie. W świeżych znajduje się jedna gutula. Wstawki o brązowawej i ziarnistej zawartości, kształcie cylindrycznym do prawie maczugowatego i szerokości 4–8 μm. Powierzchniowe strzępki są różnie ubarwione; od bezbarwnych do brązowawych (z pigmentem wewnątrz komórek). Często są septowane. Komórki końcowe są jajowate.
Gatunki podobne
Podobna jest piestrzyca popielata (Helvella macropus), ale ma ciemniejszy i zazwyczaj dłuższy trzon, odróżnia się także budową zarodników – są one elipsoidalne, a nie wrzecionowate.

## Występowanie i siedlisko
W Ameryce Północnej jest szeroko rozprzestrzeniona, w Europie również; występuje od Hiszpanii po około 66° stopień szerokości geograficznej na Półwyspie Skandynawskim. Zanotowano występowanie tego gatunku także w Indiach i Chinach. W Polsce po raz pierwszy występowanie tego gatunku podali M.A Chmiel i A. Ronikier w 2007 r.
Grzyb naziemny, prawdopodobnie mykoryzowy. Rośnie samotnie lub gromadnie na ziemi lub w mchu pod drzewami liściastymi (zwłaszcza dębami). Pojawia się od wczesnego lata do jesieni.